# Agapanthia cynarae
Agapanthia cynarae es una especie de escarabajo del género Agapanthia, familia Cerambycidae. Fue descrita científicamente por Germar en 1817.
Habita en Bosnia y Herzegovina, Bulgaria, Crimea, Croacia, Francia, Grecia, Hungría, Italia, Macedonia, Malta, Rusia, Eslovaquia, Eslovenia, República Checa, Turquía, Ucrania y Yugoslavia. Esta especie mide aproximadamente 14-23 mm y su período de vuelo ocurre en los meses de mayo y junio.